# Gudelj (Foča, BiH)
Gudelj je naseljeno mjesto u općini Foči, Republika Srpska, BiH. Popisano je kao samostalno naselje na popisu 1961., a na kasnijim popisima ne pojavljuje se, jer je 1962. pripojeno Jošanici (Sl.list NRBiH, br.47/62).
Nalazi se s desne strane rijeke Drine.

## Stanovništvo
| Narod     | Popis 1961. |
| --------- | ----------- |
| Hrvati    |             |
| Muslimani | 62          |
| Srbi      | 191         |
| ostali    | 2           |
| Ukupno    | 255         |